# Fernand Canteloube
Fernand Canteloube (Aubervilliers, 3 augustus 1900 – Créteil, 16 juli 1976) was een Frans wielrenner.
Canteloube won tijdens de Olympische Zomerspelen 1920 de gouden medaille in de wegwedstrijd voor ploegen, individueel won hij de bronzen medaille. In 1921 werd Canteloube vierde bij de wereldkampioenschappen op de weg bij de amateurs
1912: Friborg, Malm, Persson, Lönn ·
1920: Souchard, Canteloube, Detreille, Gobillot ·
1924: Blanchonnet, Hamel, Wambst ·
1928: Hansen, Nielsen, Jørgensen ·
1932: Pavesi, Segato, Olmo ·
1936: Charpentier, Lapébie, Dorgebray ·
1948: Wouters, De Lathouwer, Van Roosbroeck ·
1952: Noyelle, Grondelaers, Victor ·
1956: Geyre, Moucheraud, Vermeulin
- Bibliothèque nationale de France: cb16621922g (data)
- International Standard Name Identifier: 0000 0004 5098 4212
- Virtual International Authority File: 316737865